# María de Cazalla
María de Cazalla (Palma del Rio, Còrdova, 1487 - Guadalajara, mitjans del segle xvi) va ser una religiosa espanyola, pertanyent al cercle heterodox d'espirituals denominat "alumbrados" -o enllumenats-, que, encara que el seu contingut teològic no estigui del tot aclarit, s'ha proposat com una de les primeres recepcions del protestantisme a Espanya.
Va viure la major part de la seva vida a Horche i a Guadalajara. Era filla de Beatriz Cazalla, criada de Luis Fernández Portocarrero (VIIè senyor de Palma del Rio) i neboda d'Alonso de Cazalla, el seu majordom. Es va casar amb Lope de Rueda, un prominent burgès de Guadalajara. Va ser mare de sis fills, encara que inicialment rebutjava el contacte carnal, per consell de la beata Mari Núñez, que la va acabar denunciant a la Inquisició.

## Família Cazalla

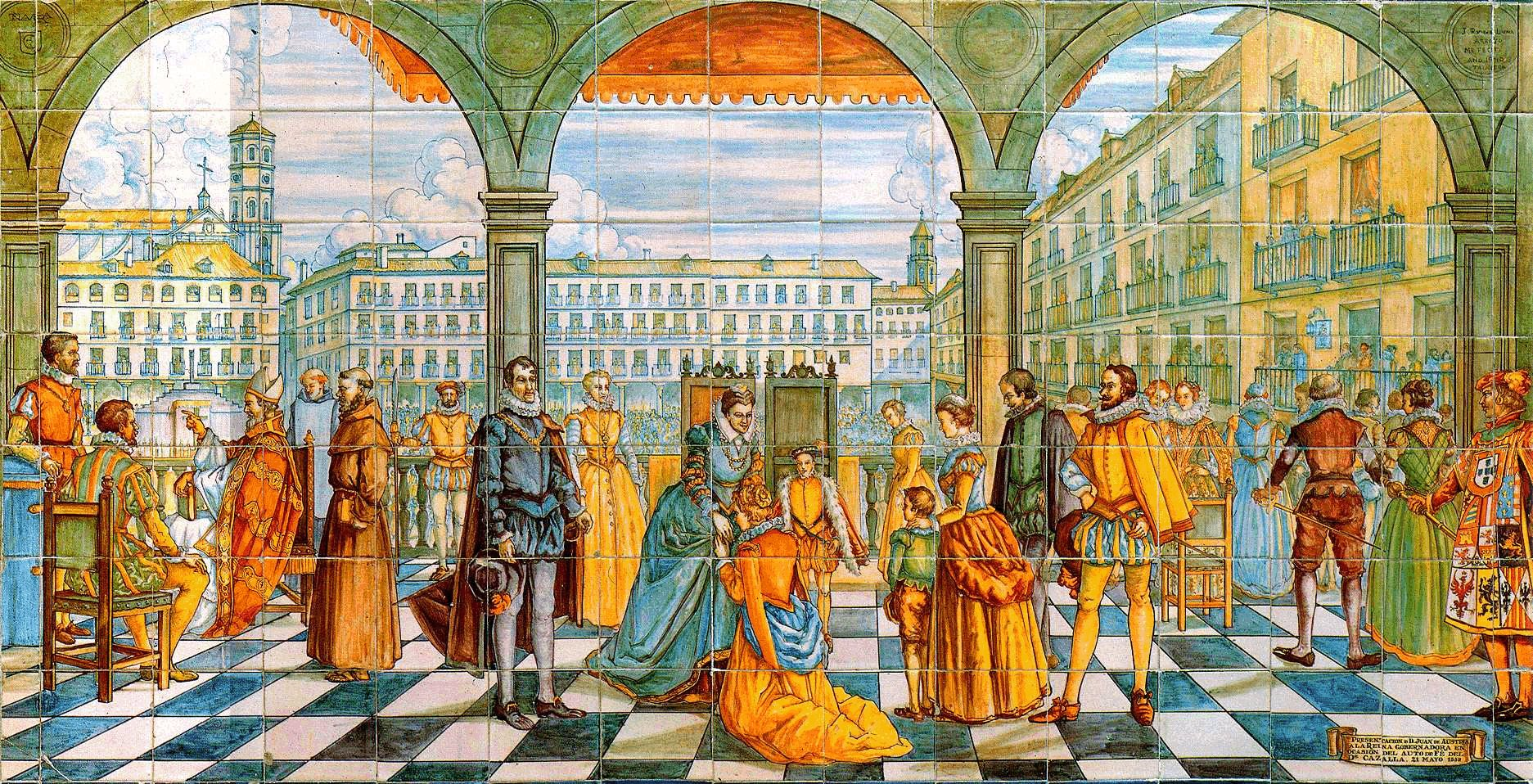
Acte de fe del doctor Cazalla, a Valladolid.

Pertanyia a la família Cazalla, un exemple de la burgesia rica i culta, d'origen judeoconvers, en la qual abundaven lletrats i teòlegs; molts d'ells van ser (més de vint anys després que María) processats en els actes de fe de Valladolid de 1559. Especialment destacat va ser el "doctor Cazalla", Agustín de Cazalla, predicador i capellà de Carlos V, juntament amb els seus germans Francisco, Beatriz i Pedro (fills de Pedro de Cazalla, comptador real, i Leonor de Vibero). La seva casa de Valladolid va ser enderrocada i en el solar fou col·locat un padró d'ignomínia, porque los hereges Luteranos se juntaban en ellas a hacer conventículos contra nra Stª fe católica.
Per a aquesta data, María, tia d'Agustín, ja no apareix en el procés. Potser ja havia mort, com un altre dels seus germans: Juan de Cazalla, bisbe humanista i erasmista, antic capellà del cardenal Cisneros, que va intervenir en els estudis d'Agustín a la Universitat d'Alcalá. També era germana del metge Diego de Cazalla, de Palma del Rio.

## María i els "enllumenats" de Guadalajara
El segle xvi a Espanya va presentar moltes dificultats per als inquisidors. Aquest va ser un moment de transició de l'antic al nou, del medieval al modern, un període de dinamisme marcat per un entusiasme religiós i una inquietud política acusades, com el que es va veure a la revolta dels Comuneros a principis de la dècada de 1520.

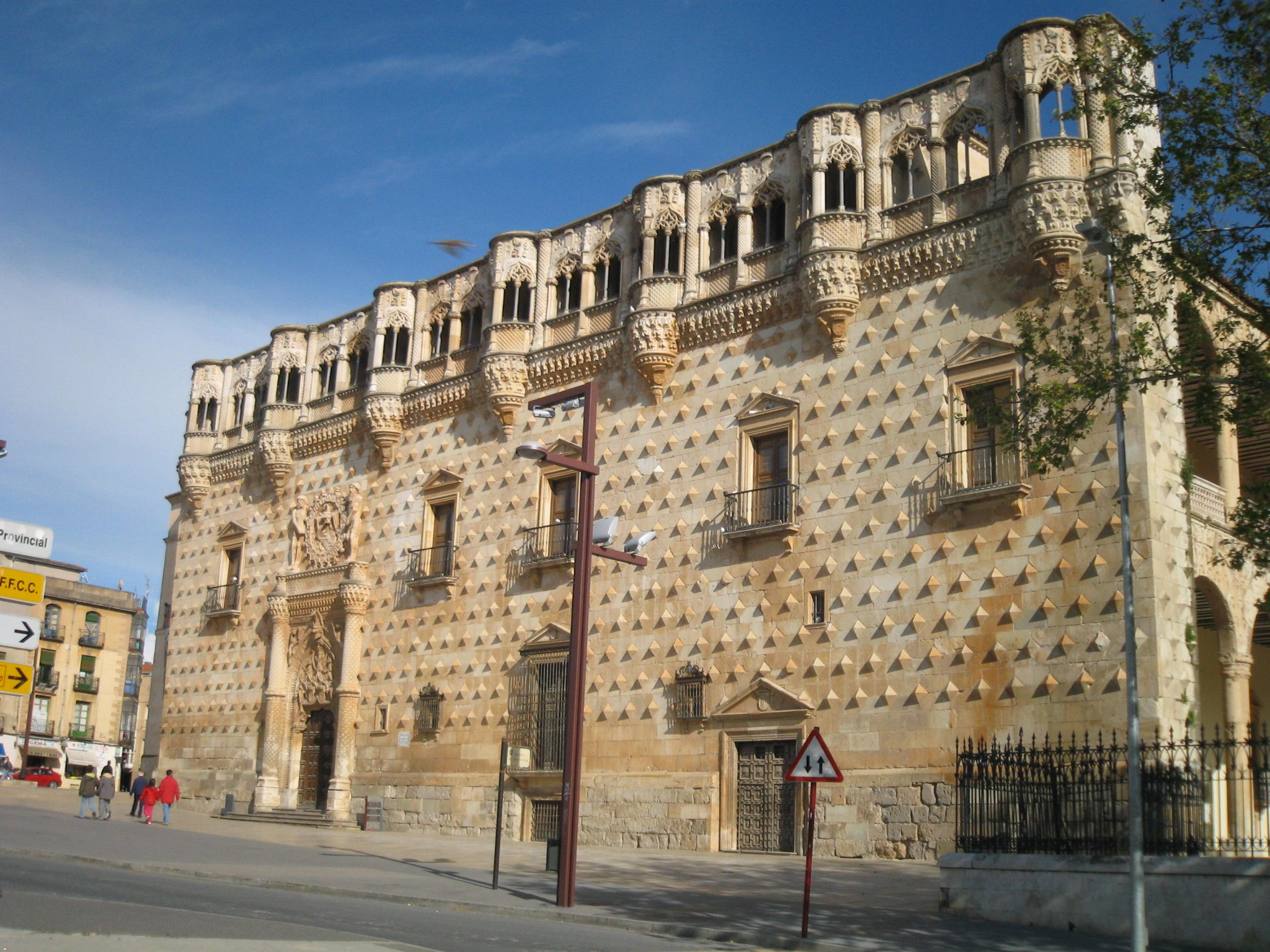
Palau del Infantado, el dels Mendoza a Guadalajara.

Al costat del seu germà Juan i el seu marit, María es relacionava amb Brianda de Mendoza, Isabel d'Aragó i Mencía de Mendoza, de la poderosa família Mendoza, que presidien la vida social d'aquesta ciutat.
Es va acostar a l'espiritualitat del franciscanisme, en la qual va aprofundir a través de converses amb els germans del convent de la Salceda. El 1519 es va distanciar de la beata Mari Núñez, passant a rebre la influència d'Isabel de la Cruz, igual que va fer un altre membre del seu cercle, Pedro Ruiz d'Alcaraz. Entre les dues Maríes va sorgir una enemistat tan violenta i personal que els Cazalla van decidir traslladar-se a Horche, i Mari Núñez va denunciar Isabel i el seu grup a la Inquisició. L'opinió de la Cazalla sobre la Núñez era evident: Mujer mentirosa y alborotadora de pueblos e rebolvedora de casas que debaxo de color de virtuosa y santa era viciosa de muchas maneras.
Se sol citar María Arias i el seu marit Alfonso de la Cerda com a "seguidors" de María de Cazalla. María Arias va escriure un llibre de comentaris bíblics, en col·laboració amb Juan Cazalla (que el va traduir al llatí), molt lloat per Felipe Melanchton en la Dieta d'Augsburg (1530).

## Idees religioses i procés inquisitorial
María de Cazalla va arribar a la convicció de la necessitat d'una vida religiosa més íntima i personal, allunyada de la superficialitat externa. Valorava l'oració mental, no la satisfeien sagraments com la confessió ni la comunió i criticava els costosos ornaments del culte. Es burlava de les devocions habituals i de les dones que les seguien (les anomenava "míseras" i "papamisas"), considerant que "estaven mes bé filant a casa seva". Una vegada que es va veure forçada a comprar una butlla, va dir amb el document a la mà: ¡Mirad que traigo de cristiandad comprada!
La descripció que ella mateixa fa de la seva vida sexual i afectiva, i les conseqüències morals i teològiques que va extreure'n, és molt significativa: todos los hijos... que había parido, los había concebido sin delectación e que no los quería más que a los hijos de sus vecinos e que menospreciaba el estado de virginidad porque decía que merescía más en el estado del matrimonio pues no sentía delectación en el acto carnal. ... Estando con su marido en la cama estaba más cerca de Dios que con cualquier oración del mundo.
En obrir-se el procés contra els enllumenats de Toledo, va ser interrogada per la Inquisició el 1525 i va entrar a la presó el 1532. El seu procés va durar fins al desembre de 1534, i s'hi van conjunyir luteranisme, erasmisme i alumbrados. Va ser sotmesa al poltre i la toca, i la van mantenir emmordassada part del temps de la captivitat. Finalment va ser absolta dels càrrecs més greus, sotmesa a vergonya pública en una església de Guadalajara i multada amb cent ducats, prohibint-se-li mantenir contacte amb les seves antigues relacions.